# Dolichopeza (Dolichopeza) fenwicki
Dolichopeza (Dolichopeza) fenwicki is een tweevleugelige uit de familie langpootmuggen (Tipulidae). De soort komt voor in het Australaziatisch gebied.